# Rácz Miklós (történész)
Rácz Miklós (Nagybánya, 1877. április 8. – Nagybánya, 1948. március 31.) történész, fordító.

## Életútja
Nagybányán érettségizett (1896), majd történelem szakos tanári képesítést szerzett a kolozsvári egyetemen. 1906-tól a nagybányai főgimnáziumban történelem-földrajz szakos tanár, a tanári könyvtár, a pénz- és éremgyűjtemény, majd a nagybányai múzeumban a könyvtár és a levéltár őre, nyugdíjazásáig (1938).

## Munkássága
Első írása a Századokban (1900. 451-454) Giusto Grion Guida storica di Cividale e del suo distretto című munkájának ismertetése. Elkészítette a nagybányai állami főgimnázium tanári könyvtárának katalógusát (A nagybányai m. kir. állami főgimnázium XXIV. évi értesítője. Nagybánya 1911). Gombos F. Albin a történetkutatás egyik reménységeként tartotta számon s rábízta a Középkori krónikások című sorozat két olasz vonatkozású krónikájának magyar fordítását, amelyek az ő magyarázó jegyzeteivel jelentek meg: Dino Compagni: Krónika. 1280-1312 (Brassó 1902); A három Villani krónikája (Budapest 1909).